# John Archibald Wheeler
John Archibald Wheeler [džón arčibáld víler], ameriški fizik in kozmolog, * 9. julij 1911, Jacksonville, Florida, ZDA, † 12. april 2008, Highstown, New Jersey, ZDA.
Wheeler je kot eden zadnjih Einsteinovih sodelavcev poskušal doseči Einsteinovo pot v teorijo poenotenega polja. Einsteina je prvič srečal oktobra 1933, v času, ko je Einstein prejel ameriško državljanstvo. Leta 1953, ko je Wheeler prvič začel predavati teorijo relativnosti na Princetonu, ga je Einstein povabil skupaj z njegovimi študenti na obisk, kjer so razpravljali in jim je odgovarjal na vprašanja. Wheeler je veljal za guruja fizikalne kozmologije. Skupaj s svojima nekdanjima doktorandoma Thorneom in Misnerjem je leta 1973 izdal vplivni učbenik splošne teorije relativnosti in fizikalne kozmologije Gravitacija (Gravitation). To je bil nekaj časa najbolj cenjeni učbenik s tega področja in je mogoče še sedaj. Več kot 1000 strani debelo knjigo so pogosto poimenovali kar »telefonski imenik«.

## Življenje in delo
Osnovno in srednjo šolo je končal v Baltimoreu, Maryland, potem ko se je njegova družina tam ustalila. Najprej je začel študirati tehniko na Univerzi Johnsa Hopkinsa v Baltimoreu, da bi čim prej prišel do kruha, vendar je v knjižnici po naključju našel fizikalno revijo v nemščini. Ker je nemščino iz srednje šole dobro obvladal, je revija nanj naredila tak vtis, da se je prepisal na fiziko. Tu je pri dvaindvajsetih letih doktoriral leta 1933. V svoji dizertaciji pod Herzfeldovim mentorstvom je obravnaval teorijo disperzije in absorbcije svetlobe helija.
Bil je eden od pionirjev teorije jedrske cepitve skupaj z Nielsom Bohrom in Fermijem. Med 2. svetovno vojno je sodeloval v Projektu Manhattan v Los Alamosu. Kasneje je sodeloval pri izdelavi ameriške vodikove bombe v Projektu Matterhorn B.
Na princetonski univerzi je od leta 1952 s svojo skupino še nekaj časa delal na jedrskem orožju. Ustanovil je tudi skupino, ki je raziskovala kozmične žarke. V tej smeri, da bi spoznal novo področje, se je začel ukvarjati s splošno teorijo relativnosti. Poleg Sciame in Zeldoviča je teorijo, ki je do tedaj večinoma zanimala le matematike, približal fizikom. S tem je prispeval k njeni »zlati dobi«.
Zelo veliko je prispeval na področje teoretične fizike. Leta 1934 je z Breitom obdelal verjetnost za pojav, da foton kot obrok energije v elektromagnetnem valovanju trči z drugim fotonom (Breit-Wheelerjev proces). Ta klasični fiziki tuj pojav so pri merjenju zaradi težav pri pripravi curkov žarkov γ ugotovili šele leta 1976 z močnima curkoma laserske svetlobe. Vendar tega osnovnega pojava v vesolju še niso neposredno zaznali zaradi manjka močnih virov žarkov γ. Leta 1937 je uvedel sipalne matrike kot S-matrike, ki so postale nepogrešljivo orodje v jedrski fiziki in fiziki osnovnih delcev. Leta 1939 je sodeloval z Bohrom pri modelu jedra za jedrsko cepitev, ki ga je prvi predlagal Gamow. 
V letu 1957 je fizikalno predstavil besedo »črvina« za opis predorov v prostoru-času. Raziskoval je tudi teorijo gravitacijskega kolapsa in leta 1967 skoval izraz črna luknja, ki se je kasneje prijel. Sprva ni sprejel gravitacijskega sesedanja končnih stanj dovolj masivnih zvezd, ko porabijo svoje termonuklearno jedrsko gorivo, še posebej ne, ker je bil v tem času v sporu z Oppenheimerjem, ki je na to temo o gravitacijski imploziji leta 1936 z Volkoffom in Snyderjem objavil dva članka. Na znanstvenem sestnku na Univerzi v Bruslju je leta 1958 med njima prišlo do odkritega spora. Wheeler je z dvema sodelavcema poročal o računih in podprl Oppenheimerjev sklep o imploziji. Vendar so po njegovem mnenju končne stopnje takšnih zvezd bele pritlikavke ali nevtronske zvezde. Pri belih pritlikavkah tlak zaradi gravitacije med njenimi deli uravnovesi tlak zaradi elektronov, pri nevtronskih zvezdah pa zaradi nevtronov. Pojav je posledica Paulijevega izključitvenega načela. Menil je, da neomejeno sesedanje ne da sprejemljivega odgovora. Podal je domnevo, da se protoni in nevtroni v sredicah zvezd spremenijo v sevanja, ki dovolj zgodaj zapustjo zvezde, zato se njihova masa znatno zmanjša. Oppenheimer je verjel, da je mogoče njihove implozije opisati v okviru STR. Wheeler je zamisel gravitacijskega sesedanja sprejel kasneje. Leta 1963 je na znanstvenem sestanku v Dallasu podrobno opisal Oppenheimerjeve račune iz leta 1939. Zatem je med prvimi raziskoval kvantno gravitacijo, kjer je znana Wheeler-DeWittova enačba oziroma »valovna funkcija Vesolja«, ki jo je izpeljal skupaj z DeWittom.
V 60. letih 20. stoletja je vpeljal geometrodinamiko, program fizikalnega in ontološkega skrčenja vsakega fizikalnega pojava, kot je težnost in elektromagnetizem na geometrijske značilnosti (ukrivljenega) prostora-časa. Kot poskus znanstvenega poistovetenja snovi s prostorom je geometrodinamika velikokrat veljala za sistematično nadaljevanje naravoslovne filozofije, ki sta jo spočela Descartes in Spinoza. Wheelerjeva geometrodinamika ni znala pojasniti nekaterih pomembnih fizikalnih pojavov, kot je obstoj fermionov ali gravitacijskih singularnostih. Zaradi težav se je Wheeler tej teoriji odpovedal v zgodnjih 70. letih 20. stoletja.
Wheelerjevo razmišljanje je skoraj mezafizično, saj razmišlja o predstavi, da se fizikalni zakoni morda razvijajo podobno kot se razvijata naravni izbor in evolucija v biologiji. Njegovo značilno vprašanje pri obravnavanju prostora in časa je: »Kako lahko nekaj nastane iz nič?«
Bil je profesor fizike na Univerzi Princeton med letoma 1938 in 1976, nato profesor na Univerzi Teksasa v Austinu (UT) in vodja njenega Središča za teoretično fiziko. Leta 1987 se je kot zslužni profesor vrnil na Univerzo Princeton. Njegovi najbolj znani študetje so: Feynman, Hartle, Thorne, Misner, Bekenstein, Everett III., Unruh, Wald in Ford, drugače pa je bil mentor več kot petdesetim doktorandom. Zelo veliko pozornost je posvečal poučevanju, predaval je celo dodiplomskim novincem in je bil kot učitelj in kot navdih skrajno učinkovit.
Zanj so značilni izrazi kot je »masa brez mase«. Ob njegovi šestdesetletnici je tako izšla knjiga: Čarovnija brez čarovnije: John Archibald Wheeler: Zbirka esejev ob njegovi šestdesetletnici (Magic Without Magic: John Archibald Wheeler: A collection of essays in honor of his sixtieth birthday, Urednik: John R. Klauder, (W. H. Freeman, 1972, ISBN 0-7167-0337-8).
Predavanja profesorja Wheelerja so bila slikovita, tudi po tem, ko je postal zelo znan. Menil je, da je mišljenje mladih najpomembnejše. Vedno je učil z velikim navdihom, domišljijo in je bil res zgled za posredovanje zapletenih zamisli. Za svoje dosežke je leta 1997 prejel Wolfovo nagrado za fiziko. Do konca življenja je ostal dejaven na princetonski univerzi. Umrl je na svojem domu za pljučnico.

## Priznanja

### Poimenovanja
Po njem se imenuje asteroid glavnega pasu 31555 Wheeler.